# José María Ortega Trinidad
 José María Ortega Trinidad, (né le 30 décembre 1950 à Nava dans la province d'Oyón au Pérou), est un ecclésiastique péruvien, évêque de la prélature territoriale de Juli.

## Biographie
Il naît dans un petit village de la province d'Oyón et poursuit ses études secondaires au collège pré-séminaire de Cañete. Suivant sa vocation religieuse, il entre ensuite au grand séminaire San José de Cañete, où il poursuit des études de philosophie et de théologie. Il continue ses études à l'université de Piura, appartenant à l'Opus Dei, où il est bachelier (équivalent à licencié) en sciences de l'éducation, puis à l'université de Navarre en Espagne, appartenant à l'Opus Dei, où il obtient un doctorat en théologie.
Il est ordonné prêtre le 25 juin 1978 et incardiné dans la prélature de Yauyos.
José María Ortega travaille comme curé à Lunahuaná, Quinches, San Mateo, Omas et enseigne au petit séminaire Nuestra Señora del Valle, dont il devient recteur.
Il est aussi professeur et directeur de l'institut supérieur pédagogique public de Cañete et recteur du grand séminaire San José. De 2001 à 2006, il est curé de la cathédrale Saint-Vincent-Martyr de Cañete.

### Évêque
Le 22 avril 2006, José María Ortega est nommé évêque de la prélature territoriale de Juli par le pape Benoît XVI, recevant la consécration épiscopale le 1er juillet de la même année des mains de Mgr Juan Luis Cipriani. Très opposé à la théologie de la libération, il demande en août 2013 que les pères missionnaires américains de Maryknoll James Madden, Michael Briggs, Robert Hoffmann et Edmund Cookson quittent le territoire de sa prélature..